# Gap Foot 05
 (décembre 2023).
Si vous disposez d'ouvrages ou d'articles de référence ou si vous connaissez des sites web de qualité traitant du thème abordé ici, merci de compléter l'article en donnant les références utiles à sa vérifiabilité et en les liant à la section « Notes et références ».
Maillots
Le Gap Foot 05 est un club français de football situé à Gap.
Le club actuel est issu de nombreuses fusions entre clubs gapençais au cours du XXe sicèle. Le club connut ses meilleurs résultats dans les années 2000, s'alignant notamment en championnat National lors de la saison 2010-2011.
Le club gapençais évolue en Régional 2, puis Régional 3 depuis le printemps 2022.

## Histoire

### Genèse du football gapençais - 1907/1919
Le football fait son apparition dans les Hautes-Alpes au tout début du XXe siècle, et une première société sportive est créée à Laragne en 1904. Pour la cité préfectorale, la première trace d’un club de football est signalée en 1907, lors d’une partie opposant les joueurs du Buech à la Société Athlétique du Lycée de Gap (SALG). Cette dernière constitue le premier club de football de la ville, mais ne sera pas le dernier.
En ce début de siècle, en plus du SALG, nombreux sont les clubs à se constituer dans la ville et, au sortir de la première guerre mondiale, il existe notamment le Racing Club ; le Gallia Club ; l’Olympique ; Les Eclaireurs de France …

### Premiers faits d'armes - 1920/1945
Le Gap Foot 05 est en lien de filiation direct avec l’équipe des Eclaireurs de France, créée en 1913. Les « Scouts » vont ainsi constituer le club phare de la ville dès l’après-guerre. Sur ses fonds propres, le club participe notamment à la création du Parc des Sports, situé avenue de Provence, qui sera inauguré le 23 septembre 1923 avec une rencontre qui l’oppose à l’AS Cannes.
La même année, les Scouts se hissent en 32ème de finale de la coupe de France et affrontent l’Olympique de Marseille (0-9), futur vainqueur de l’épreuve. Le club change de nom le 11 septembre 1925 et devient le Club Athlétique Gapençais. Le CA Gap possède alors son siège au Café des Gourmets, dans le centre historique de Gap.
A cette époque, et jusqu’en 1932 avec la création d’une division nationale professionnelle, les 16 ligues régionales métropolitaines constituent le plus haut niveau du « championnat de France ». En s’alignant en DH du Lyonnais, le CAG est donc au plus haut niveau possible. Le club s’y maintiendra jusqu’en 1932. A l’issue de cette saison, il est relégué en PH après une défaite contre le FC Lyon en match de barrage.
Le club retrouvera néanmoins la DH à l’issue de la saison 1936-37, après s’être vengé du FC Lyon lors d’un nouveau match de barrage (4-1). A la même période, le CA Gap fusionne avec l'un de ses nombreux concurrents local, l’US Gap (modeste club créé au début des années 1920). Le Stade Gapençais est né.
Le « nouveau » club se maintiendra en DH, équivalent alors à la 3ème division, jusqu’à la seconde guerre mondiale. En juin 1941, le Stade fusionne avec le Vélo Club de Gap et le Boxing Club Gapençais pour devenir le Stade Olympique de Gap. Le SOG va atteindre les 32ème de finale de la coupe de France. Et comme en 1923, les gapençais sont une nouvelle fois confrontés à l’Olympique de Marseille, qui s’imposera à domicile (3-0).

### De la mosaïque au club unique: 1945/1955
Après la seconde guerre mondiale, le SOG retrouve la DH et termine à la 8ème place en 1946. Mais la saison suivante sera un véritable calvaire puisque le club sera dernier du début à la fin, ne remportant que deux petites victoires sur l’ensemble la saison.
Face aux mauvais résultats de leur section football, les dirigeants du SOG vont tenter des rapprochements avec d’autres équipes de la ville. Si les discussions avec le Cercle Sportif Jeanne d’Arc (CSJA - fondé en 1928) ne donnent rien, celles menées avec les dirigeants du Racing Club sont quant à elle plus constructives. A l’issue de ces pourparlers, il est décidé que la section football du SO Gap soit intégrée à celle du RC Gap, qui devient par la même occasion le club phare de la ville.
Le RC Gap démarre donc la saison 1947-48 en Promotion. Il ne parviendra pas à remonter en DH avant 1955. Le Cercle Sportif (ex CSJA) l’imitera la saison suivante. Les dirigeants du Cercle Sportif et du RC Gap partageant le constat qu'une ville comme Gap ne peut avoir deux clubs compétitifs en DH, décident de fusionner et donnent naissance au FC Gap.

### Le FC Gap: 1955/1962
Le FC Gap va rester 4 saisons en DH. Le club attire quelques personnalités, notamment avec le recrutement comme d'Emile Dahan, et va obtenir des résultats honorables, terminant même deuxième du championnat en 1958, sous la houlette de l’entraineur Marcel Villa, accompagné de l’ancien professionnel du FC Grenoble François Grasser.
Les gapençais vivent une saison 1959 cauchemardesque et sont relégués avec quatorze points de retard sur le premier non relégable. Après cette saison catastrophique, Marcel Villa est remplacé par l'ancien joueur du Stade de Reims, Pierre Bini. Remonté en DH immédiatement, le FC Gap redescend à nouveau à la fin de la saison 1961.
A l’échec sportif s’ajoute une profonde crise financière. De nombreux joueurs quittent le club lors de l’été 1961 et les dirigeants du FC Gap sont dans l'impossibilité d'engager une équipe compétitive en Promotion. Le club décide de repartir en promotion de district. Un an plus tard, le FC Gap est champion puis fusionne avec un autre club local de district : le Sporting Club de Gap (fondé 3 ans plus tôt sous le nom d’AS Rochreyne).

### Le SCO Gap: 1962/1970
Le SCO Gap va alterner les saisons entre Promotion d’Honneur et Promotion de District. Des résultats modestes tout au long de ces années 60 malgré les apports de Marius Nuvolini, passé chez les professionnels à Aix-en-Provence, de l’ancien joueur du Red Star, Michel Perez, ou de l’entraineur José Parodi. En 1964, les clubs des Hautes-Alpes rejoignent la ligue du Sud-Est.
En 1970, le SCOG et le CSL Louis Jean (club « corpo » issu des imprimeries du même nom) unissent leur force pour donner à Gap un club plus compétitif. Le Gap Football Club est né.

### Le Gap FC, solide club régional: 1970/2000
Sous les ordres de José Parodi, le club gapençais va retrouver la DH – équivalent à la 4ème division à cette époque – sans parvenir à s’y maintenir, avec une relégation en 1974. Le paraguayen restera aux commandes jusqu’en 1977 où il rejoindra l’EP Manosque, laissant un bon souvenir dans la cité gapençaise.
En 1980, le Gap FC recrute Michel Baulier en tant qu’entraîneur qui parvient enfin à extirper le club du championnat de Promotion, au printemps 1981. Gap retrouve l’élite régionale (équivalent d’une 5ème division) sept ans après l’avoir quitté. S’ensuit une longue période de stabilité, qui voit le club s’inscrire durablement en DH (20 saisons).

### Nouveau nom et période faste: 2000/2012
En 2000, le club reçoit un nouveau nom : Gap Hautes-Alpes Football Club. Le club est champion de DH en 2001 et se hisse au niveau national pour la première fois de son histoire. Mieux encore, le Gap HAFC termine premier de son groupe de CFA 2 en 2003 et monte en CFA.
S'ensuivirent sept saisons à ce niveau, lors desquelles le club fait bonne figure en terminant six fois en première partie de tableau. Sous les ordres de Fabien Mercadal, le club manque la montée en national de peu en 2007, notamment après avoir concédé le nul (1-1) contre une réserve de l'Olympique Lyonnais renforcée d'éléments prometteurs tels que Julien Faussurier, Sandy Paillot, Loïc Rémy, Hatem Ben Arfa ou encore Karim Benzema.
La saison suivante, les gapençais ne sont pas plus chanceux et terminent à la deuxième place du championnat, laissant le SO Cassis-Carnoux accéder au National lors de l'ultime journée (défaite à Cassis 1-0).
Le GHAFC transforme finalement l'essai deux ans plus tard. Sous les ordres de Franck Priou et après un ultime match contre la réserve de l'Olympique Lyonnais, devant 2500 spectateurs, le onze gapençais obtient enfin son ticket pour le National.
Cette saison 2010-11 donne l'occasion au club Haut-Alpin de se frotter à des clubs prestigieux tels que le RC Strasbourg, le SC Bastia, l'EA Guingamp, les Chamois Niortais ou encore l'Amiens SC. La mission maintien est confiée à Patrick Bruzzichessi qui, au terme d'une saison délicate, y parvient en terminant à la 16e place. Malgré ce maintien obtenu sur le terrain, le club est rétrogradé par la DNCG en Championnat de France Amateur pour raisons financières. Le club ne s'en relèvera pas.

### Dépôt de bilan et retour en district: depuis 2012
De retour en CFA, le Gap HAFC est placé en liquidation judiciaire en janvier 2012 avec, cas exceptionnel, une prolongation des activités de l'association pour permettre aux équipes de terminer la saison. Qui n'en demeure pas moins très difficile. Gap ne remporte qu'une seule victoire sur ses 34 matchs (2-1 contre Marignane) et enregistre 26 défaites. La saison ayant au moins permis à quelques joueurs issus des équipes jeunes de se mesurer au niveau CFA. Le club est liquidé, et une nouvelle association est créée pour reprendre le flambeau, dans les profondeurs du football français.
Sous la houlette de Cédric Carrez, le Gap Foot remonte toutefois rapidement la pente et, après 3 promotions successives, retrouve la DHR (renommée plus tard Régional 2) pour la saison 2015-16. Après s'y être maintenu quatre saisons, le club est relégué à l'issue de l'exercice 2019. Il évolue ensuite trois saisons en D1 du district des Alpes, soit l'équivalent de la huitième division. Après avoir terminé premier de sa poule en 2022, le club remonte au niveau régional (R2).

## Joueurs
- Gilles Grimandi
- Cyril Théréau
- Romain Ciaravino
- Belkacem Zobiri
- Frédéric Machado

## Entraîneurs
- 1954-1955 :  Émile Dahan
- 1980-1981 :  Michel Baulier
- 1990-1991 :  Hubert Velud
- 1988-1991 :  Marcel Campagnac
- 1991-1992 :  Jean-Louis Zanon
- 1992-1996 :  Christian Romond
- 1996-1999 :  Marcel Campagnac
- 1999-2002 :  Bruno Steck
- 2002-2005 :  Daniel Bréard
- 2005-2008 :  Fabien Mercadal
- 2008-2010 :  Franck Priou
- 2010-2011 :  Patrick Bruzzichessi
- 2011-2018 :  Cédric Carrez
- 2018-déc. 2018 :  Franck Vasse
- Janv. 2019- :  Cédric Carrez
- Juin 2021 :  Florian Nicola

## Palmarès
- CFA (1)
  - Champion : 2010
- CFA 2 (1)
  - Champion : 2003
- Division d'Honneur (1)
  - Champion : 2001

## Bilan saison par saison
| Saisons | Division                     | Matchs Joués | Place | Points | Victoires | Nuls | Défaites | Buts marqués | Buts encaissés | Différence |
| 2016-17 | Division d'Honneur Régionale |              |       |        |           |      |          |              |                |            |
| 2015-16 | Division d'Honneur Régionale | 26           | 6     | 66     | 11        | 7    | 8        | 49           | 44             | +5         |
| 2014-15 | Promotion d'Honneur A        | 22           | 1     | 75     | 16        | 5    | 1        | 75           | 15             | +60        |
| 2013-14 | Promotion d'Honneur B        | 20           | 1     | 77     | 19        | 0    | 1        | 98           | 12             | +86        |
| 2012-13 | D1 de District               |              | 1     |        |           |      |          |              |                |            |
| 2011-12 | CFA                          | 34           | 18    | 44     | 1         | 7    | 26       | 22           | 71             | -49        |
| 2010-11 | National                     | 40           | 16    | 43     | 11        | 10   | 19       | 44           | 62             | -18        |
| 2009-10 | CFA Groupe B                 | 34           | 1     | 94     | 17        | 9    | 8        | 57           | 34             | +23        |
| 2008-09 | CFA Groupe B                 | 34           | 15    | 72     | 10        | 8    | 16       | 42           | 54             | -12        |
| 2007-08 | CFA Groupe C                 | 34           | 2     | 97     | 17        | 12   | 5        | 58           | 28             | +30        |
| 2006-07 | CFA Groupe B                 | 34           | 4     | 89     | 14        | 13   | 7        | 48           | 37             | +11        |
| 2005-06 | CFA Groupe B                 | 34           | 9     | 80     | 11        | 13   | 10       | 40           | 38             | +2         |
| 2004-05 | CFA Groupe C                 | 34           | 7     | 80     | 11        | 13   | 10       | 45           | 47             | -2         |
| 2003-04 | CFA Groupe C                 | 34           | 6     | 87     | 16        | 5    | 13       | 45           | 43             | +2         |
| 2002-03 | CFA2                         | 30           | 1     | 89     | 17        | 8    | 5        | 58           | 24             | +34        |
| 2001-02 | CFA2                         | 30           | 11    | 67     | 9         | 10   | 11       | 33           | 38             | -5         |
| 2000-01 | Division d'Honneur           | 26           | 1     | 78     | 15        | 8    | 3        | 50           | 21             | +29        |
| 1999-00 | Division d'Honneur           | 22           | 2     | 59     | 11        | 4    | 7        | 33           | 21             | +30        |

### Logo

Ancien logo du Gap HAFC
Ancien logo du Gap HAFC
Ancien logo du Gap HAFC
Logo actuel